# 伊利诺伊州埃尔金百年纪念半美元
伊利诺伊州埃尔金百年纪念半美元（英語：Elgin, Illinois, Centennial half dollar）是美国铸币局于1936年发行的一种50美分面额银质纪念币，旨在纪念伊利诺伊州埃尔金建立100周年，是联邦国会授权铸币局在这年制作的一系列纪念币之一。硬币由埃尔金雕塑家特里夫·罗夫斯塔德设计，其正面刻有一位男性开拓者的头像，背面则是开拓者家庭中的多位成员形象。罗夫斯塔德本期望打造雕塑群来纪念当年定居伊利诺伊州的开拓者，纪念币背面就是根据雕塑群设计，但直到他去世时，这片雕塑群仍未完成。
罗夫斯塔德得知，此前美国也曾发行过多种纪念币，由铸币局生产后直接以面值卖给指定团体，这些团体再加价向公众零售。1935年，伊利诺伊州联邦众议员昌西·里德应罗夫斯塔德的请求在国会递交法案，建议授权制作纪念币，纪念埃尔金诞辰百年。罗夫斯塔德期望半美元上能够刻有最早定居伊利诺伊州的开拓者形象，并通过销售这些硬币来筹资，完成埃尔金市的开拓者纪念雕塑群。德克萨斯州钱币经销商··霍夫克得知银币提案后主动联系罗夫斯塔德，提供了许多建议和帮助，并表示有意代理纪念币销售。
国会法案直到1936年才通过，授权发行2万5000枚半美元。霍夫克成功售出了其中约80%，剩下的5000枚送回铸币局熔毁。与当时发行的许多纪念币不同，埃尔金百年纪念半美元大多是直接以发行价卖给收藏家，没有经销售商和投机者之手抬高。艺术史学家科尼利厄斯·弗缪尔认为这种银币是美国历史上最优秀的纪念币之一。

## 构想
埃尔金于1835年经詹姆斯·吉福德（James Gifford）和希西家·吉福德（Hezekiah Gifford）建立并命名，坐落在芝加哥以西约48公里的福克斯河沿岸，然后在1847年成为村庄，1854年又发展成城市。埃尔金国家钟表公司于1854年在此成立，该公司生产的钟表为埃尔金打响了知名度，这里的工具、鞋类、木制品，以及每周的教堂公告都很有名。
雕塑家特里夫·罗夫斯塔德（Trygve Rovelstad）于1903年出生，父母都是来自挪威的移民。罗夫斯塔德期望在故乡树立雕像，纪念最早定居伊利诺伊州的先辈。他的提议得到市内领导人的首肯，戴维森公园于1934年为雕像打好地基，当年两位吉福德正是在这里建起第一间小屋。罗夫斯塔德无法筹得足够资金来建造并树立雕像，但在得知当时政府发行的一些纪念币后决定效仿，以此来为雕像筹资。经过他的努力，授权制作半美元纪念币的法案于1935年5月递交国会，希望借此庆祝埃尔金建立100周年，并向当年定居伊利诺伊州的先驱者致敬。但是，国会起初并没有对法案进行辩论或表决。
《钱币学家》（The Numismatist）杂志（美国钱币协会的期刊）1935年7月刊上刊登了有关纪念币法案的消息，7月11日，··霍夫克（L.W. Hoffecker）致信埃尔金百年纪念委员会，询问纪念币的发行方式。霍夫克是德克萨斯州艾尔帕索的钱币销售商，当时正在家乡带领另一个委员会一起向公众发售老西班牙步道半美元硬币。虽然有些收藏家对投机者获许购买新发布的纪念币提出强烈抗议，但霍夫克在发售老西班牙步道半美元时公平交易的做法还是赢得了赞誉。
霍夫克在与罗夫斯塔德的信件往来中告诉对方许多与国会打交道的技巧。法案这时还在众议院委员会手上，根本就没有递交辩论和审议，但霍夫克还是告诉罗夫斯塔德，应该在法案通过后采取哪些措施。他当时还不知道罗夫斯塔德是雕塑家，所以在1935年9月的信中这样教导对方应该准备什么样的模型递交审批：“这些（模型）的直径应该是10（英寸，即25.4厘米），但你的麻烦也就是在这时候开始了。那些雕塑家们个个都想把自己的构思融入设计，然后开口要价400到1000美元，我告诉你，真正麻烦的是如何取得美术委员会批准，别的什么那都没意义。”霍夫克提议，将设计递交美术委员会这步由他亲自代劳，还建议提前准备好足够资金，以便从政府手中买下新发行的硬币并展开销售工作。他还表示，自己很享受老西班牙步道半美元的销售，但他在信头上却没有透露自己的真实职业，写的是“贷款和抵押贷款”，而非钱币经销商。此外，霍夫克还告诫对方：“要是你把所有硬币都交给我的消息传到道上去了，那对咱们可都没好处”。
1935年10月，霍夫克提出正式报价，递交国会的法案中要求发行1万枚半美元，霍夫克愿付埃尔金百年纪念委员会1万2000美元将之全部买下，然后以单价2美元出售。他还愿意以面值将铸币费用先行付给铸币局，并承担模具雕刻和运输费用。霍夫克承诺会尽可能优先把纪念币卖给收藏家，不让经销商和投机商抢占先机。罗夫斯塔德在11月的回信中接受了报价。

## 准备
伊利诺伊州联邦众议员昌西·里德（Chauncey Reed）应罗夫斯塔德的请求在国会递交授权制作埃尔金纪念币的法案，罗夫斯塔德和霍夫克与里德合作，推动法案在国会的进展。美国钱币协会主席·詹姆斯·克拉克（T. James Clarke）组建委员会，打击滥用纪念币发行的行为，并任命霍夫克担任委员会主席。1936年2月，霍夫克前往首都哥伦比亚特区，途经芝加哥时特意前去拜访罗夫斯塔德。两人都期望将银币铸造量控制在1万枚，这样卖出高价的希望更大。但是，此前已有多种硬币因铸造量小导致价格居高不下，因此国会不打算再度授权生产数量偏少的纪念币。经过修改，法案授权的半美元数量提高到2万5000枚。霍夫克希望降低铸造量，敦促罗夫斯塔德也加入游说，争取减量。霍夫克指出，销售2万5000枚纪念币的工作量要大得多，而且难以保持高价。国会在1936年探讨过许多纪念币法案，霍夫克担心总统富兰克林·德拉诺·罗斯福会开始行使否决权。霍夫克还在5月两次前往哥伦比亚特区，与罗夫斯塔德一起向国会议员游说。
法案最终得以通过，于1936年6月16日经总统罗斯福签署成为法律。法案中要求纪念币只在一家铸币厂打造，并且无论实际生产时间如何，硬币上所刻年份都要是“1936”。全部2万5000枚银币将一次性交付给埃尔金百年纪念委员会主席（即罗夫斯塔德），发行量不得减少。根据法案中的描述，这种半美元旨在“纪念伊利诺伊州埃尔金市建立百年华诞，以及英勇开拓者纪念碑的树立”，这里所述的纪念碑就是指罗夫斯塔德有心打造的雕像。
霍夫克提议，由罗夫斯塔德出面，设法将硬币分开由三家铸币厂生产，但他也承认，由于国会已在法案中下达明确禁令，因此这基本上成功无望。他还指点罗夫斯塔德与铸币局副局长玛丽·玛格丽特·奥赖利取得联系，希望能在距艾尔帕索最近的丹佛铸币局生产纪念币，将运输费用降至最低。这两项提议最终都无疾而终，所有银币都是在费城铸币局打造。
罗夫斯塔德将纪念币设计方案递交铸币局，后者将之转交美术委员会寻求建议。委员会于1936年7月15日收到草图，仅两天后就表态批准，并要求半美元的正面采用开拓者头像，而罗夫斯塔德递交的开拓者面朝前方和一侧的图案则用来制作精制币。罗夫斯塔德接受美术委员会提议，于8月中旬递交石膏模型，铸币局于8月15日将模型照片发给美术委员会。两天后，委员会主席查尔斯·摩尔（Charles Moore）致信奥赖利，称美术委员会成员、雕塑家李·劳列（Lee Lawrie）已经看过设计稿，但批评开拓者背后的物体模糊不清，而且持枪姿态也很不自然。劳列还认为，银币上的部分刻字有待加强，但要是铸币局局长内莉·泰洛·罗斯觉得这都不是问题，那么就可以开始投产。摩尔表示无意耽误半美元发行，只要铸币局愿意尽其所能来解决这些问题，美术委员会同意采纳罗夫斯塔德的设计方案。铸币局有可能针对刻字做了改善，除此以外没有对设计做调整。
设计稿获美术委员会首肯后立即送至纽约的麦达里克艺术公司，由该公司将石膏模型缩小到适当尺寸，以便制作铸币模具。1936年10月上旬，费城铸币局生产了2万5000枚半美元纪念币，另有15枚留待1937年化验委员会的年度检验。罗夫斯塔德亲自赶赴费城，见证硬币投产情况，并在铸币局首席雕刻师约翰··辛诺克（John R. Sinnock）家中借宿。铸币局打造的前10枚银币都交给了罗夫斯塔德，后者将之放入纸质信封并带回伊利诺伊州的家里。据罗夫斯塔德的夫人格洛丽亚（Gloria）表示，辛诺克曾邀请罗夫斯塔德到铸币局上班，但后者谢绝了这一提议。

## 设计
埃尔金百年纪念半美元的正面刻有一名男子的头像，周围环绕的字母表明他是开拓先锋，罗夫斯塔德在过去作品中也曾创作过类似的大胡子形象，并且硬币正面的头像与背面最左侧手持步枪者区别很小。正面所刻的“1673”代表探险家路易斯·朱列特（Louis Jolliet）和雅克·马凯特（Jacques Marquette）进入如今伊利诺伊州地区的年份。虽然这种银币旨在纪念埃尔金建立一百周年，但其上并未刻上建立年份1835或百年纪念年份1935。
硬币背面描绘的是个开拓者家庭，共有4个成年人，另外母亲的手上还抱有婴儿。罗夫斯塔德打算把树立在埃尔金市的纪念碑也刻成这一家人的形象。1926年首度发行的奥勒冈小径纪念半美元是第一种刻有婴儿的美国硬币，其背面的科内斯托加式篷车里坐着一位女子，怀里也抱着婴儿，但只能看到很小的一部分。埃尔金百年纪念半美元则是第二种刻有婴儿的美国硬币，也是第一种可以完全看到这个婴儿的美国硬币。此外，1937年首发的罗阿诺克岛半美元上还有更加清晰、完整的婴儿形象。罗夫斯塔德曾于1935年设计过埃尔金百年纪念奖章，其上也刻有这一家人的形象。他还在奖章和雕塑底部刻有如下字句：（献给那些开辟道路、征服土地，以及在伊利诺伊大地上建立帝国的人们）。由于法律要求新铸造的美国硬币上必须刻有包括（“我们信仰上帝”）在内的多种格言，因此罗夫斯塔德的致辞在纪念币上已无处容身，即便只是一部分也难以实现。罗夫斯塔德此前送交霍夫克征询意见的原版模型上并没有刻上一词，后者在1936年7月15日的回信中写道：“我觉得硬币上应该刻上‘’，这对你的城市会是很好的广告。”
艺术史学家科尼利厄斯·弗缪尔（Cornelius Vermeule）曾在有关美国硬币的著作中高度评价纪念币和罗夫斯塔德：“要找到在美学上比1936年伊利诺伊州埃尔金百年纪念币更出众、技术上更优越的半美元纪念币将会是非常困难的”。在他看来，硬币背面的人物甚至有立体效果。弗缪尔指出，硬币正面头像上方采用拉开间距的单词来表明人物身份，此后铸币局首席雕刻师吉尔罗伊·罗伯茨（Gilroy Roberts）在设计肯尼迪半美元的正面时也借鉴了这种手法。他高度赞扬罗夫斯塔德“提供了雕塑作品可塑性的重要文献，为一系列纪念币带来生机勃勃的浮雕。他（设计）的正面堪比罗马大奖章，反面则可以和19世纪英格兰和巴伐利亚的新古典主义风格模具相媲美。”

## 发行
授权法案通过后，霍夫克和罗夫斯塔德达成新的协定。霍夫克预先支付购买新硬币的费用，还需承担金属模具制作和运输费用，根据国会法案，这些费用本应由埃尔金百年纪念委员会承担。银币销售单价定在1.5美元，霍夫克每售出一枚可以获得35美分提成。霍夫克销售纪念币的截止日期为1937年1月1日，协定中还规定，霍夫克可以“运用他所知道的所有符合道德的手段来推销这些硬币。”硬币经销商麦克斯·梅尔曾在1937年发表有关纪念币的文章，文中表示，如果发行量达到2万5000枚，那么1.5美元的售价仍然过高。
1936年7月1日，银币尚未投产，但霍夫克还是向邮件列表和曾表明过意向的人们发出共计3500封信，声称硬币已经订出7000件，呼吁收藏家们勿失良机。银行提议将硬币直接运到银行，这样一旦有人订购就可以马上发出，但霍夫克希望在硬币投产时就开始销售。他在许多信中声称，已经有其它的钱币经销商表示愿意买下所有纪念币，但他拒绝了。当时美国正处于发行纪念币的热潮，许多经销商都希望能尽可能买到所有特别发行的硬币。
1936年10月7日，费城铸币局将2万4990枚半美元发往艾尔帕索（前10枚已经交给罗夫斯塔德），这些银币于4天后抵达目的地。霍夫克致信《钱币学家》主编弗兰克·杜菲尔德（Frank Duffield），声称自己已经把所有订出的硬币装好信封，打算最迟在10月13日晚上全部寄出。杜菲尔德对此表示：“听起来这服务很实在。”有数百枚纪念币通过埃尔金的银行订出，银行之后分多批收到托运来的银币，售出的总数有上千枚。埃尔金国家钟表公司购买了100枚半美元。
到1936年11月时，霍夫克已售出1万6170枚纪念币，但在之后的4个月里一共只售出约2000枚。霍夫克于1937年3月发表的声明中表示，已经销出的半美元有1万8790枚，另外第一国家银行驻埃尔金分行还有330枚代售。罗夫斯塔德已经拿到8680美元，霍夫克拿到6576.5美元。到了这个时候，两人开始商议如何处理剩下的约5620枚银币（有数百枚硬币已通过赠送或其他形式发出）。罗夫斯塔德同意由钱币经销商以1美元单价一次性购买250枚纪念币，1948年期间，他仍然在销售这些半美元。其他经销商对大批量采购提不起兴趣，因为硬币之前已经直接向收藏家发售，所以此后有意购买并且能够承担高价的买家会很少。随着销售陷入停滞，霍夫克担心剩下的银币会落入投机者手中，所以有5000枚纪念币最终送回铸币局熔毁。

## 影响和收藏
罗夫斯塔德利用发行半美元获得的收益继续创作雕塑群。他曾在1938年尝试直接争取联邦政府资助，次年又向伊利诺伊州议会呈请，但都未能成功。接下来的半个世纪里，他努力推动雕塑的打造，但直至1990年逝世时，这一雕塑群还只是完成了灰泥部分，尚需镀铜后才能展示。罗夫斯塔德辞世前不久曾这样对夫人说：“我已经度过了充实的一生，没有留下遗憾。开拓者的纪念碑如今已经完成。我已尽己所能。现在，要靠他人的努力来将之竖立。已经没有别的什么我能做的了。”罗夫斯塔德的房客史蒂夫·扬伦（Steve Youngren）成立基金会，力图筹资完成雕塑家的遗志。基金会共计筹得45万6000美元，比实际花费还多出近10%，纪念碑于2001年完成并向公众开放。
霍夫克于1939至1941年出任美国钱币协会主席，于1955年1月13日以86岁高龄辞世。根据理查德·约曼（Richard S. Yeoman）2014年版的《美国钱币指南手册》（A Guide Book of United States Coins），伊利诺伊州埃尔金百年纪念半美元如果成色在谢尔顿硬币分级标准中达到几乎未流通过的“-50”，那么价格约在250美元左右，如果提升到几乎原始状态的“-66”，则可以提高到550美元。钱币历史学家昆汀·戴维·鲍尔斯（Q. David Bowers）认为：“埃尔金百年纪念半美元的发行过程中没有任何不好的事情发生，而且伊利诺伊州雕塑家特里夫·罗夫斯塔德也无疑有着最崇高的意图和道德标准。··霍夫克在银币营销期间巧妙地策划宣传活动，成效与当时任何人相比也不呈多让。”

### 脚注
1. ↑  Slabaugh，第126–127頁.
2. 1 2 3  Slabaugh，第127頁.
3. 1 2 3 4  Bowers Encyclopedia, Part 118.
4. ↑  Swiatek & Breen，第180頁.
5. ↑  Slabaugh，第106頁.
6. ↑  Swiatek，第337頁.
7. 1 2 3 4 5  Bowers Encyclopedia, Part 119.
8. 1 2 3  Swiatek & Breen，第83頁.
9. 1 2  United States Mint.
10. ↑  Taxay，第215, 219頁.
11. ↑  Taxay，第219頁.
12. 1 2  Swiatek，第336頁.
13. ↑  Taxay，第215頁.
14. ↑  Slabaugh，第142頁.
15. 1 2 3  Bowers Encyclopedia, Part 120.
16. ↑  Vermeule，第197頁.
17. ↑  Vermeule，第198頁.
18. ↑  Mehl，第40頁.
19. 1 2  The Numismatist & February 1992，第215頁.
20. ↑  The Numismatist & February 1992，第215–216頁.
21. 1 2  Bowers Encyclopedia, Part 123.
22. 1 2  Bowers Encyclopedia, Part 124.
23. ↑  Swiatek & Breen，第84頁.
24. ↑  Bowers Encyclopedia, Part 121.
25. ↑  Bowers Encyclopedia, Part 122.
26. ↑  Ferrarin.
27. ↑  American Numismatic Association.
28. ↑  Numismatic Scrapbook & March 1955.
29. ↑  Yeoman，第301頁.

### 文献
书籍
- Mehl, B. Max. . Fort Worth, Tx.: B. Max Mehl. 1937.
- Slabaugh, Arlie R.  second. Racine, Wis.: Whitman Publishing (then a division of Western Publishing Company, Inc.). 1975. ISBN 978-0-307-09377-6.
- Swiatek, Anthony. . Chicago: KWS Publishers. 2012. ISBN 978-0-9817736-7-4.
- Swiatek, Anthony; Breen, Walter. . New York: Arco Publishing. 1981. ISBN 978-0-668-04765-4.
- Taxay, Don. . New York: Arco Publishing. 1967. ISBN 978-0-668-01536-3.
- Vermeule, Cornelius. . Cambridge, Mass.: The Belknap Press of Harvard University Press. 1971. ISBN 978-0-674-62840-3.
- Yeoman, R.S.  67th. Atlanta, Ga.: Whitman Publishing LLC. 2013. ISBN 978-0-7948-4180-5.

其它来源
- . American Numismatic Association.   [2014-06-28]. （原始内容存档于2014-06-28）.
- Bowers, Q. David. . Commemorative Coins of the United States: A Complete Encyclopedia.   [2015-04-02]. （原始内容存档于2015-04-03）.
- Bowers, Q. David. . Commemorative Coins of the United States: A Complete Encyclopedia.   [2015-04-02]. （原始内容存档于2015-04-03）.
- Bowers, Q. David. . Commemorative Coins of the United States: A Complete Encyclopedia.   [2015-04-02]. （原始内容存档于2015-02-21）.
- Bowers, Q. David. . Commemorative Coins of the United States: A Complete Encyclopedia.   [2015-04-02]. （原始内容存档于2015-04-04）.
- Bowers, Q. David. . Commemorative Coins of the United States: A Complete Encyclopedia.   [2015-04-03]. （原始内容存档于2015-04-04）.
- Bowers, Q. David. . Commemorative Coins of the United States: A Complete Encyclopedia.   [2015-04-02]. （原始内容存档于2015-04-03）.
- Bowers, Q. David. . Commemorative Coins of the United States: A Complete Encyclopedia.   [2015-04-02]. （原始内容存档于2015-04-04）.
- Bowers, Q. David. . The Numismatist (Colorado Springs, Col.: American Numismatic Association). 1992-02: 215–219.
- Ferrarin, Elena. . [Arlington Heights, Illinois] Daily Herald. 2011-11-12  [2015-04-02]. （原始内容存档于2014-03-26）.
- . Numismatic Scrapbook Magazine (Chicago: Hewitt Bros.). 1955-03: 309.
- (PDF). United States Mint.   [2015-04-02]. （原始内容 (pdf)存档于2014-03-18）.